# 3728 IRAS
3728 IRAS là một tiểu hành tinh vành đai chính được phát hiện năm 1983.